# Bad!
Pour les articles homonymes, voir Bad.
Singles de XXXTentacion
Arms Around You
(2018) Run It Back!
(2019)
Bad! (parfois stylisé BAD!,) est un single du rappeur américain XXXTentacion, sorti le 9 novembre 2018. Il s'agit du cinquième single posthume de XXXTentacion, mais également son troisième à devenir platine.